# Dachówka rzymska

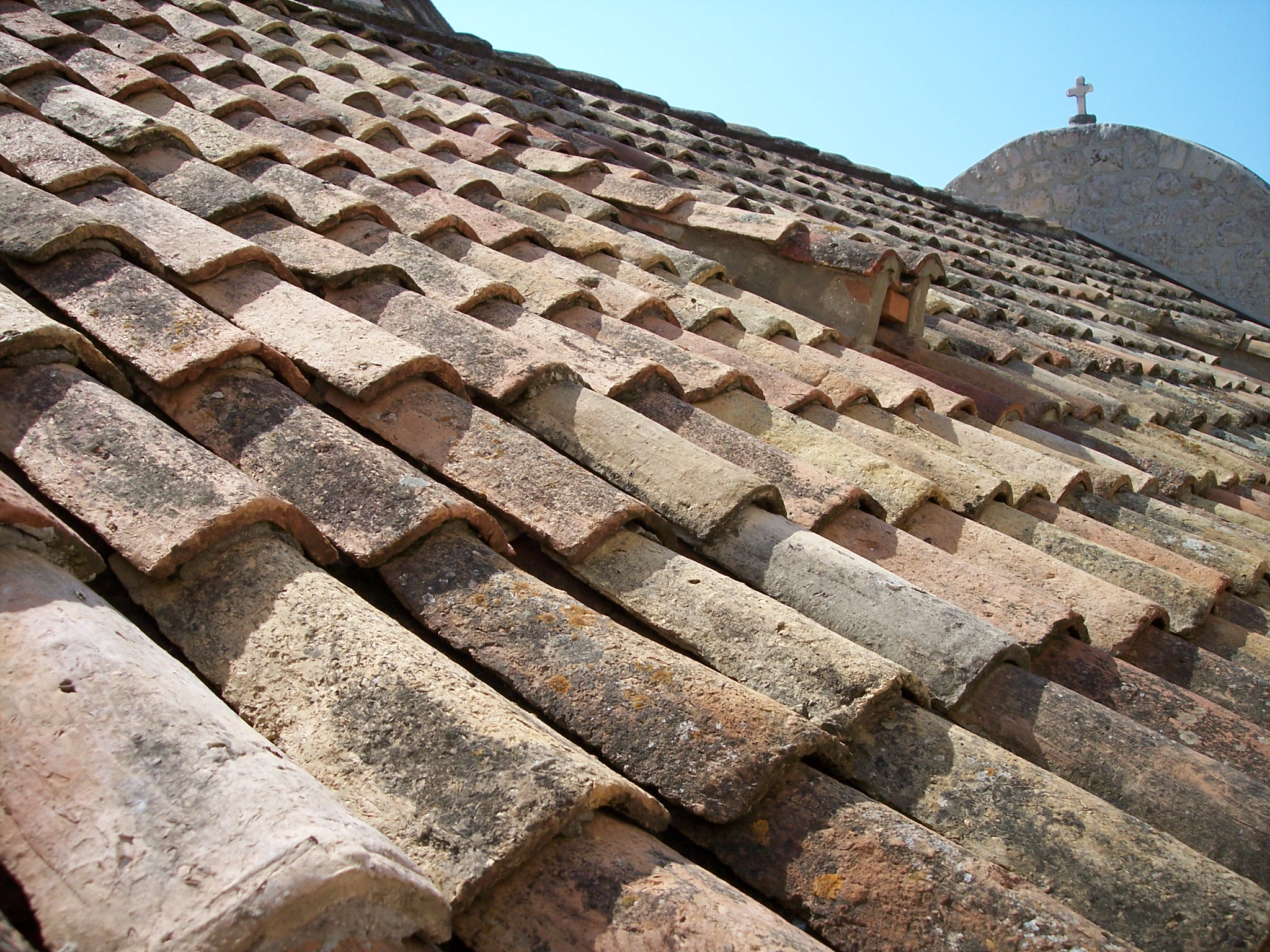
Dachówka rzymska

Dachówka rzymska (antyczna) – ceramiczna dachówka tłoczona stosowana w starożytności, głównie w Grecji.
Występowały dwa rodzaje takich płytek:  
- wklęsłe (imbrices) z wygiętymi do góry brzegami
- wypukłe (kalipteres) o łamanym lub półokrągłym przekroju, służące do zakrywania styków[1].

Dachówka taka układana była na deskowaniu zasłanym paprocią, plewami i pokrywana warstwą gliny. W Atenach znaleziono dachówki na których widnieje odciśnięty stempel Sokles architekton. Niektóre dachówki były ozdobnie kształtowane i umieszczane na bocznej krawędzi dachu (tzw. antefiksy). 
Podobne dachówki stosowano także w Chinach i Japonii. Układane były na zaprawie, z której na stykach formowano małe wałki.
Płytki te często mylone są z dachówką gąsiorkową, korytkową (klasztorną) i tatarską.